# Алмено Сан Бартоломео
Алмено Сан Бартоломео (итал. Almenno San Bartolomeo) је насеље у Италији у округу Бергамо, региону Ломбардија.
Према процени из 2011. у насељу је живело 4418 становника. Насеље се налази на надморској висини од 292 м.

## Становништво
Према резултатима пописа становништва 2011. у општини је живело 6.030 становника.
| 1931. | 1936. | 1951. | 1961. | 1971. | 1981. | 1991. | 2001. | 2011. |
| ----- | ----- | ----- | ----- | ----- | ----- | ----- | ----- | ----- |
| 3.175 | 3.135 | 3.587 | 3.591 | 3.600 | 3.670 | 4.067 | 4.916 | 6.030 |